# Otis N'goma
Otis N'goma, est un entraîneur congolais de football qui évolue avec la sélection de la république démocratique du Congo A'.
Il détient une Licence UEFA A.

## Biographie
En 2004,il prend le banc de touche de Cambrai en CFA2,,
Otis N'Goma se crée un nom dans le football congolais grâce au match nul de 0 but partout entre Équipe de France A' et les léopards qui s'est joué le 5 février 2008 à Marbella,.
En 2013, Il s'engage avec le cluc français Saint-Amand FC qui joue en 6e division,,.
Il a été entraîneur du DCMP de 2016 à 2018 lorsque la nouvelle administration du club a engagé l'entraîneur italien Andrea Agostinelli. Lorsque ce dernier a démissionné en 2019, Otis N'Goma, alors directeur technique, a repris le banc pour terminer la saison et qualifier le DCMP en Coupe de la Confédération, après les avoir déjà qualifiés à deux reprises à cette compétition. Ensuite, le club a engagé l'entraîneur franco-brazzavillois Isaac Ngata. Otis Ngoma est donc parti, sans réclamer ses arriérés de salaire, l’affaire a été portée à la Fifa où il a obtenu gain de cause.
En septembre 2021, après avoir passé des vacances en France, il revient en RDC pour des négociations avec le FC Renaissance. C'est le 12 janvier 2022 qu'il signe officielement avec le club,.

## Style de jeu
Otis prône une approche axée sur la possession du ballon et la maîtrise technique. Sa philosophie repose sur la construction patiente des actions, où les milieux de terrain jouent un rôle central en dictant le rythme. Cette méthode traduit sa volonté de contrôler le déroulement des rencontres, tout en minimisant les initiatives adverses.
Polyvalent sur le plan tactique, Otis adapte ses schémas en fonction des spécificités de l’adversaire. Il met l'accent sur les transitions rapides entre phases défensives et offensives, créant ainsi des opportunités pour surprendre l’adversaire tout en maintenant un équilibre défensif robuste.

## Vie privée
Otis N'Goma est marié à Audrey N’goma Brisson.
Il est président de l'association caritative Terres d’Afrique.